# Lijst van voetbalinterlands Australië - Italië (vrouwen)
Deze lijst van voetbalinterlands is een overzicht van alle officiële voetbalinterlands tussen de nationale vrouwenteams van Australië en Italië. De landen hebben tot nu toe negen keer tegen elkaar gespeeld.

## Wedstrijden
| № | Plaats       | Datum           | Competitie              | Wedstrijd          | Uitslag            |
| - | ------------ | --------------- | ----------------------- | ------------------ | ------------------ |
| 1 | Salem        | 31 mei 1997     | Vriendschappelijk       | Australië − Italië | 0 − 3              |
| 2 | Sydney       | 8 januari 1999  | Vriendschappelijk       | Australië − Italië | 1 − 1 (n.p. 3 - 4) |
| 3 | Canberra     | 13 januari 1999 | Vriendschappelijk       | Australië − Italië | 1 − 0              |
| 4 | Cary         | 9 oktober 2002  | Vriendschappelijk       | Australië − Italië | 0 − 1              |
| 5 | Suwon        | 17 juni 2008    | Vriendschappelijk       | Australië − Italië | 3 − 0              |
| 6 | Sydney       | 31 januari 2009 | Vriendschappelijk       | Australië − Italië | 2 − 2              |
| 7 | Canberra     | 7 februari 2009 | Vriendschappelijk       | Australië − Italië | 1 − 5              |
| 8 | Paralimni    | 7 februari 2009 | Cyprus Women's Cup 2014 | Italië − Australië | 2 − 5              |
| 9 | Valenciennes | 9 juni 2019     | WK 2019                 | Australië − Italië | 1 − 2              |

## Samenvatting
| Competitie         | Totaal gespeeld | Winst Australië | Gelijk | Winst Italië | Doelsaldo Australië – Italië |
| ------------------ | --------------- | --------------- | ------ | ------------ | ---------------------------- |
| WK-eindronde       | 1               | 0               | 0      | 1            | 1 − 2                        |
| Cyprus Women's Cup | 1               | 1               | 0      | 0            | 5 − 2                        |
| Vriendschappelijk  | 7               | 2               | 2      | 3            | 8 − 12                       |
| Totaal             | 9               | 3               | 2      | 4            | 14 − 16                      |